# 菊田昇
菊田 昇（きくた のぼる、1926年5月31日 ‐ 1991年8月21日）は、日本の産科婦人科医師、医学博士。1970年代に赤ちゃんあっせん事件（菊田医師事件）と呼ばれる事件を起こし「実子特例法」を提唱、現在の特別養子縁組制度の制定に大きな影響を与えた。

## 略歴・人物
宮城県石巻市生まれ。旧制宮城県石巻中学校、東北帝国大学医学部卒業。当初は精神科を志望していたが、最終的には産婦人科を選んだ。大学卒業後は東北大学医学部附属病院などに勤務した。1956年、学位論文「妊娠中毒症眼球結膜血管の顕微鏡撮影による研究」で東北大学より医学博士の学位を取得。市立秋田総合病院産婦人科医長を務めた後、故郷の石巻市で開業。

## 赤ちゃんあっせん事件
産婦人科医として中絶手術をする中で、次第に自身の行為に葛藤を抱き始める。たとえ望まない妊娠や経済的に困難な状況を抱えた中絶であったとしても赤ちゃんにも生きる権利があるのではないかと菊田は考えるようになった。その問題を解決し胎児の生命を救うために、菊田は中絶手術を求める女性を説得して思いとどまらせる一方、地元紙に養親を求める広告を掲載し、生まれた赤ちゃんを子宝に恵まれない夫婦に無報酬であっせんするなどした。だが当時は現在の特別養子縁組制度に相当する法律が日本にはなかったため、その際にはやむを得ず偽の出生証明書を作成して引き取り手の実子とした。それは実親の戸籍に出生の記載が残らないよう、また養子であるとの記載が戸籍に残らないよう、そして養親が実子のように養子を養育できるように配慮したためだった。
1973年4月のある日、広告を見た毎日新聞の記者が興味を持ち菊田医師に取材をさせてもらえないかと申し込んできた。当初菊田は取材を受けるか悩んだが、東北の一医師である自分にできることは限られていること、一方で日本中の赤ちゃんを救うためには明らかに欧米のような養子縁組に関する法律を国会で制定する必要があり、そのためにはこの問題を社会的な問題として提起する必要があることから全国版に記事を掲載してもらうことを条件に取材に応じ、10年以上前から中絶を考えている女性を説得してきたこと、現時点で100人をこえる子供をあっせんしており、その際に実子として育てられるよう虚偽の出生証明書を作成していること、取材に応じたのは現行の法律の不備を指摘して養子に関する法律を制定するよう働きかけるためであることなどを全て記者に話した。
この内容は翌日（4月20日）の毎日新聞の1面で報じられ、他のマスコミも次々と報じ、法とは何か、医療者は道徳的問題があっても常に法を遵守するべきなのか、法律に触れても赤ちゃんの生命を救ったことの是非、そもそも現行の法律に問題があるのではないのかといった議論を巻き起こし、日本中で一大センセーションとなった。
数日後（4月24日）に参議院法務委員会に菊田は呼ばれ、赤ちゃん斡旋について話すことになった。菊田は素直に法律上の問題があることを認めつつ、赤ちゃんの命を守るための法の制定を国会議員に訴えた。当時の国政政党もおおむね法律上の問題はあるものの菊田医師の主張は理解できるといった解釈を示した。
世間の反応もおおむね良好で、当時の新聞には「母親の命と子供の命、両方を考えた結果」「違法だが勇気ある行為」と賛同する投書や意見が相次いだ。作家の遠藤周作も菊田医師の勇気をたたえ、法を改正すべきだといったコメントを寄せた。
一方で同業者である産婦人科医からは必ずしも評価はされなかった。1973年に中部地方の産婦人科医会に医師法違反で告発された。所属関係学会を除名され、優生保護法指定医を剥奪された。6か月の医療停止の行政処分も受ける。不服の訴えは最高裁で敗訴。しかし、この事件を契機に、法律に違反しながらも100名以上の嬰児の命を守ったことへの賛同の声が巻き起こり、実子として養子を育てたいと考える養親や、社会的養護の下に置かれる子どもが社会的に認知され、要望に応える法的制度が必要だという機運が高まった。
実は以前にも特別養子縁組に関する法律の制定を検討されてはいたが立法化はされず、そのまま10年以上も塩漬けにされており、結果的に菊田事件によりその議論が再燃することになった。菊田が国会に呼ばれた1973年（昭和48年）、超党派の国会議員による「赤ちゃんを守る国会議員懇親会」が結成され、つづいて学者を中心にした「実子特例法推進委員会」が結成された。さらに菊田医師の主張に感銘を受けた俳優のコロムビア・トップが実子特例法制定を公約に掲げて第10回参議院議員通常選挙において全国区で当選した。「実子特例法推進委員会」は法律制定に向け署名活動も開始、国内外で大きく報道された。やがて秋田県や長野県、札幌市や千葉市などの議会で早期の法案策定を求める決議が出され可決した。
1982年9月に法務省の法制審議会が制度の見直しを開始、1987年9月に養子を戸籍に実子と同様に記載するよう配慮した特別養子縁組制度の法案が可決した。満場一致であった。また人工妊娠中絶の法律規定も変更された。菊田医師は法案が成立した時には大喜びをしていたという。
一連の活動は世界で認められ、国連の国際生命尊重会議（東京大会・1991年4月25日～4月27日）で第2回の「世界生命賞」を受賞した（第1回オスロ大会ではマザー・テレサが受賞）。その4か月後の1991年8月、癌により死去した。

## その後
菊田医師の代理人を務めた弁護士によると、菊田医師は信念の強い人であり、あっせん事件に関して「医師として許されないことはわかっている。それでも子供を救わなければならない」と力説する姿が印象に残っていると証言した。
マザー・テレサと会った時に、テレサが菊田医師のためにマタイ25:40「すると、王は答えて言うであろう、『あなたがたによく言っておく。わたしの兄弟であるこれらの最も小さい者のひとりにしたのは、すなわち、わたしにしたのである』」を読んだ時、「もっとも小さい者」が「望まずに中絶される小さないのち」だと理解したという。その経緯には、おもな収入源とする人工妊娠中絶を「赤ちゃん殺し」と考えたため医学生時代から読んでいた聖書を読めなくなり、クリスチャンである妻の鈴木静江に、聖書を読むな、教会に行くなと言っていた。その後マザー・テレサ、辻岡健象との出会いを通して改心しクリスチャンとなり、小さないのちを守る会で活動。「クリスチャンである妻は天国に行くが、赤ちゃんを虐殺してきた自分は永遠の地獄に行く」と気づき、イエス・キリストを信じるようになる。

## 著作
- 菊田昇、鈴木維州/「一側性卵管部分欠除の一例」『東北医学雑誌』第50巻第2号、東北医学会 （編）、1954年8月、231-233頁 (コマ番号0057.jp2)、図書館送信参。doi:10.11501/3446107。
- 貴家寛而、菊田昇「79. 妊娠中毒症に於ける眼球結膜血管の顕微鏡撮影観察」『日本産科婦人科学会雑誌』、ISSN 0300-9165、日本産科婦人科学会、1956年、第8巻第2号、234-235頁、NAID 110002181173、- 国立国会図書館デジタルコレクション、オープンアクセス。
- 「先天性腟横隔膜の1例並びに腟横隔膜(篠田)と腟横中隔(八木)との差異に就いて」『日本産科婦人科学会雑誌』、ISSN 0300-9165、日本産科婦人科学会、1956年2月、第8巻第3号、NAID 110002181308、- 国立国会図書館デジタルコレクション、オープンアクセス。
- 「正常非妊,妊,産,褥婦眼球結膜血管の顕微鏡撮影による研究」『日本産科婦人科学会雑誌』、ISSN 0300-9165、日本産科婦人科学会、1956年6月、第8巻第7号、NAID 110002181525、- 国立国会図書館デジタルコレクション、オープンアクセス。
- 「妊娠中毒症眼球結膜血管の顕微鏡撮影による研究」『日本産科婦人科学会雑誌』、ISSN 0300-9165、日本産科婦人科学会、1956年7月、第8巻第8号、NAID 110002181591、- 国立国会図書館デジタルコレクション、オープンアクセス。
- 「卵嚢摘出術後に見られた未妊婦乳汁分泌の1例」『産婦人科の世界』、ISSN 0386-9873、医学の世界社、1956年12月、第8巻第12号、NAID 40017839085。

- 『私には殺せない：赤ちゃん斡旋事件の証言』現代企画室〈Gendai books〉、1973年、NCID BN06035411。
- 『この赤ちゃんにもしあわせを：手記』人間と歴史社、1978年、NCID BN15149706。
- 『天使よ大空へ翔べ：一産婦人科医師の闘い』恒友出版、1978年、NCID BA3022906X。
- 『赤ちゃんあげます：母と子の悲劇をなくすために』集英社、1981年、NCID BN05925107。

- 「日本の子殺しを考える」『経済往来』第33巻第8号、経済往来社（編）、1981年8月、p200～213 (コマ番号0099.jp2)、図書館送信。doi:10.11501/1411672。

- 「日本の子殺しの特殊性」『新しい家族 : 養子と里親制度の研究』第6号、養子と里親を考える会（編）、1985年2月、50-58頁 (コマ番号0028.jp2)、図書館送信。doi:10.11501/1824640。別題『studies on the adoption and the foster care』

- 『新しい家族 : 養子と里親制度の研究』第 8号、養子と里親を考える会（編）、 1986年月2月。
  - 菊田昇「出産･養子縁組のプライバシー保護は特別養子の必須条件」24-27頁 (コマ番号0014.jp2)
  - 菊田昇「《反論》石黒一憲氏の｢民間ボランティア活動による国際養子縁組に対する法的･行政的取組みの必要｣を読んで」48-50頁 (コマ番号0026.jp2)、図書館送信。doi:10.11501/1824642。

- 「日本から嬰児殺をなくすために」『法令ニュース』第21巻第7号(462)、官庁法令出版、1986年7月、p43-47 (コマ番号0022.jp2)、図書館送信。doi:10.11501/2854069。

- 『新しい家族 : 養子と里親制度の研究』第 9号、養子と里親を考える会（編）、1986年8月、44-48頁 (コマ番号0024.jp2)
  - 菊田昇「【反論】米倉明教授に反論する 特別養子制度の嬰(胎)児殺防止効果について」、図書館送信。doi:10.11501/1824643。

- 「【討論】養子を戸籍上実子扱いすることは養子偏見の容認か」『新しい家族 : 養子と里親制度の研究』第11号、養子と里親を考える会（編）、1987年7月、34-35頁 (コマ番号0019.jp2)、図書館送信。doi:10.11501/1824645。

- 『お母さん、ボクを殺さないで!：菊田医師と赤ちゃん斡旋事件の証言』暁書房、1988年、ISBN 4-87207-084-4、NCID BN02736742。

- 菊田昇、新井照子「〈編集者への手紙〉民法等の一部､新聞投稿記事､早期審議を求める国会への要望書」『新しい家族 : 養子と里親制度の研究』第12号、養子と里親を考える会（編）、1988年2月、73-75頁 (コマ番号0040.jp2)、図書館送信。doi:10.11501/1824646。

- 「戸籍と親の責任」『新しい家族 : 養子と里親制度の研究』第13号、養子と里親を考える会（編）、1988年7月、27-28頁 (コマ番号0015.jp2)、図書館送信。doi:10.11501/1824647。

- Willke, Jack C.、Willke, Barbara 、菊田昇『わたしの生命を奪わないで : 人工中絶に関するQ&A』燦葉出版社、1991年、NCID BN06787100。

- 「《編集者への手紙》私が『実子あっせん』を続けたのは誤りか」『新しい家族 : 養子と里親制度の研究』第16号、養子と里親を考える会（編）、1991年2月。62-64頁 (コマ番号0033.jp2)、図書館送信。doi:10.11501/1824653。

- 「《編集者への手紙》擬装出産について――特別養子制度の成立で問題は片づいたか」『新しい家族 : 養子と里親制度の研究』第19号、養子と里親を考える会（編）、1991年7月、83-84頁 (コマ番号0043.jp2)、図書館送信。doi:10.11501/1824650。

- 「特別養子制度は近代養子制度か」『法令ニュース』第26巻第2号(517)、官庁法令出版、1991年12月、p56-60 (コマ番号0029.jp2)、図書館送信。doi:10.11501/2854124。

## 関連資料
- 立松由記夫「赤ちゃんあっせん事件の菊田医師は語る」 『婦人生活』第27巻第8号、婦人生活社（編）、1973年7月、150-155頁 (コマ番号0063.jp2)、図書館送信参加館内公開、doi:10.11501/2324520。
- 橋本忠雄「｢赤ちゃんあっせん｣についての雑感」 『戸籍時報』第7号(182)、日本加除出版、1973年7月、41-42頁 (コマ番号0023.jp2)、国立国会図書館内公開。
- 水野肇「菊田医師(赤ちゃんあっせん)に異議あり 異議申し立てシリーズ」『望星』第4巻第7号、東海教育研究所、1973年8月、84-90頁(コマ番号0045.jp2)、国立国会図書館内公開。
- 上村卓也「赤ちゃんあっせん事件にケリ」『Keisatsu jiho』第33巻第6号、警察時報社、1978年6月、93-96頁 (コマ番号0046.jp2)、国立国会図書館限定。
- 和田努「三人の良医医師会と闘う--｢中絶は殺人だ｣と説く赤ちゃん斡旋事件の菊田昇､休診日もなく薬も手づくりの町医者上田篤次郎､公的病院作りで日医営利主義の壁に挑む諸橋芳夫―医の良心ここに! 」『現代』第13巻第1号、講談社1979年1月、194-216頁、国立国会図書館内公開、doi:10.11501/3367382。  松山栄吉「【時の話題】赤ちゃん斡旋事件に思う」『愛育』第44巻第11号、恩賜財団母子愛育会、1979年11月、46-49頁、図書館送信参加館内公開、doi:10.11501/2268100。
- 東条正美「赤ちゃんあっせん新段階へ」『時事解説3月27日』第8734号、時事通信社、1979年3月、13-16頁 (コマ番号0007.jp2)、国立国会図書館限定。
- 高世幸弘「■焦点■――菊田昇医師｢赤ちゃんあっせん事件｣の虚構を衝く」『政界往来 = Political journal』第47巻第5号、政界往来社、1981年5月、118-133頁 (0063.jp2)、国立国会図書館限定。
- 上崎正則「｢赤ちゃんあっせん事件｣と仙台高裁判決」『厚生福祉』第3375号、時事通信社、1985年4月、7-8頁 (コマ番号0004.jp2)、国立国会図書館限定。
- 田辺功「今月の視点 医療 赤ちゃんあっせん事件と医師の論理・日本的風潮」『Clinic bamboo = ばんぶう』第59号、日本医療企画、1986年5号、18頁 (コマ番号0013.jp2)、国立国会図書館限定。
- 「「赤ちゃんあっせん」の菊田医師が敗訴」『Clinic bamboo = ばんぶう』第86号、日本医療企画、1988年8月、_頁 (コマ番号0005.jp2)、国立国会図書館限定。
- 「法･制度･裁判 裁判(赤ちゃんあっせん事件)ほか」『あごら』第136号、あごら 新宿（編）BOC出版部、1988年12月、74-88頁 (コマ番号0041.jp)、国立国会図書館限定。
- 菊池緑「菊田昇医師と私」『新しい家族 : 養子と里親制度の研究』第22号、養子と里親を考える会（編）、1993年2月、68-75頁 (コマ番号0036.jp2)、図書館送信。doi:10.11501/1824656。

- 菊田静江、佐伯晴郎『いのちの尊さの証 : 胎児の人権・菊田昇医師物語』日本キリスト改革派伊丹教会、1996年、NCID BA66181362
- 芝池義一（編）「（31）菊田医師赤ちゃん斡旋事件」『判例行政法入門 第3版』有斐閣、2001年、52頁。
- 石井光太『赤ちゃんをわが子として育てる方を求む』小学館、2020年、ISBN 9784093865746、NCID BB30435295。